# Пашийское сельское поселение
Пашийское се́льское поселе́ние — муниципальное образование в Горнозаводском районе Пермского края Российской Федерации.
Административный центр — рабочий посёлок Пашия.

## История
Статус и границы сельского поселения установлены Законом Пермской области от 10 ноября 2004 года № 1733-354 «Об утверждении границ и о наделении статусом муниципальных образований Горнозаводского района Пермского края»

## Население
| 2010  | 2012  | 2013  | 2014  | 2015  | 2016  | 2017  |
| ----- | ----- | ----- | ----- | ----- | ----- | ----- |
| 4239  | ↘4197 | ↘4146 | ↘4031 | ↘3955 | ↘3896 | ↘3856 |
| 2018  |       |       |       |       |       |       |
| ↘3812 |       |       |       |       |       |       |

## Состав сельского поселения
| № | Населённый пункт | Тип населённого пункта                  | Население |
| - | ---------------- | --------------------------------------- | --------- |
| 1 | Вильва           | посёлок                                 | ↘243      |
| 2 | Пашия            | рабочий посёлок, административный центр | ↘3400     |